# Мила Георгиева
Мила Георгиева е българска цигуларка.

## Биография
Мила Георгиева е родена на 21 февруари 1976 година в София в семейство на музиканти – баща ѝ е член на камерния ансамбъл Софийски солисти, а майка ѝ е преподавател в Националното музикално училище „Л. Пипков“. Има по-голяма сестра – Юлиана.
Започва да свири на цигулка едва 4-годишна и е наречена дете-чудо. Още като дете печели награди от конкурси в Италия, Чехия и България. Изнася концерти в Испания, Холандия, Филипините, Сингапур, Индия и Китай и участва в италиански, френски и швейцарски телевизии.
На 9 години прави дуети с Минчо Минчев, а на 14 тръгва да покорява света. Учи в „Джулиърд скул“ (Ню Йорк) и в „Гилдхол скул“ (Лондон).
Свири с най-големите диригенти – на Летния фестивал Равиниа в Чикаго с Кристоф Ешенбах, като солист на Гевандхаус с Херберт Бломщед, с Филхармоничния оркестър на Осака и Мичийоши Инуе, с Бамбергските симфоници под диригентството на Жорж Претр, с оркестър „Тонхале“ с Ричард Хикокс и др.
Българката печели първа награда от фестивала „Моцарт“ на фондация „Орфеум“ в Цюрих. В Япония записва четири компактдиска за RCA Victor. От сезон 2002 г. е концертмайстор на симфоничния оркестър на радио Щутгарт – най-младият в историята му.
Със съпруга си Александър Найденов (който е адвокат) живеят в Лондон. Имат двама сина – Джордж (р. 2006 г.) и Томас (р. 2015 г.), както и дъщеря Ани (р. 2009 г.).